# Verband Deutscher Prädikatsweingüter

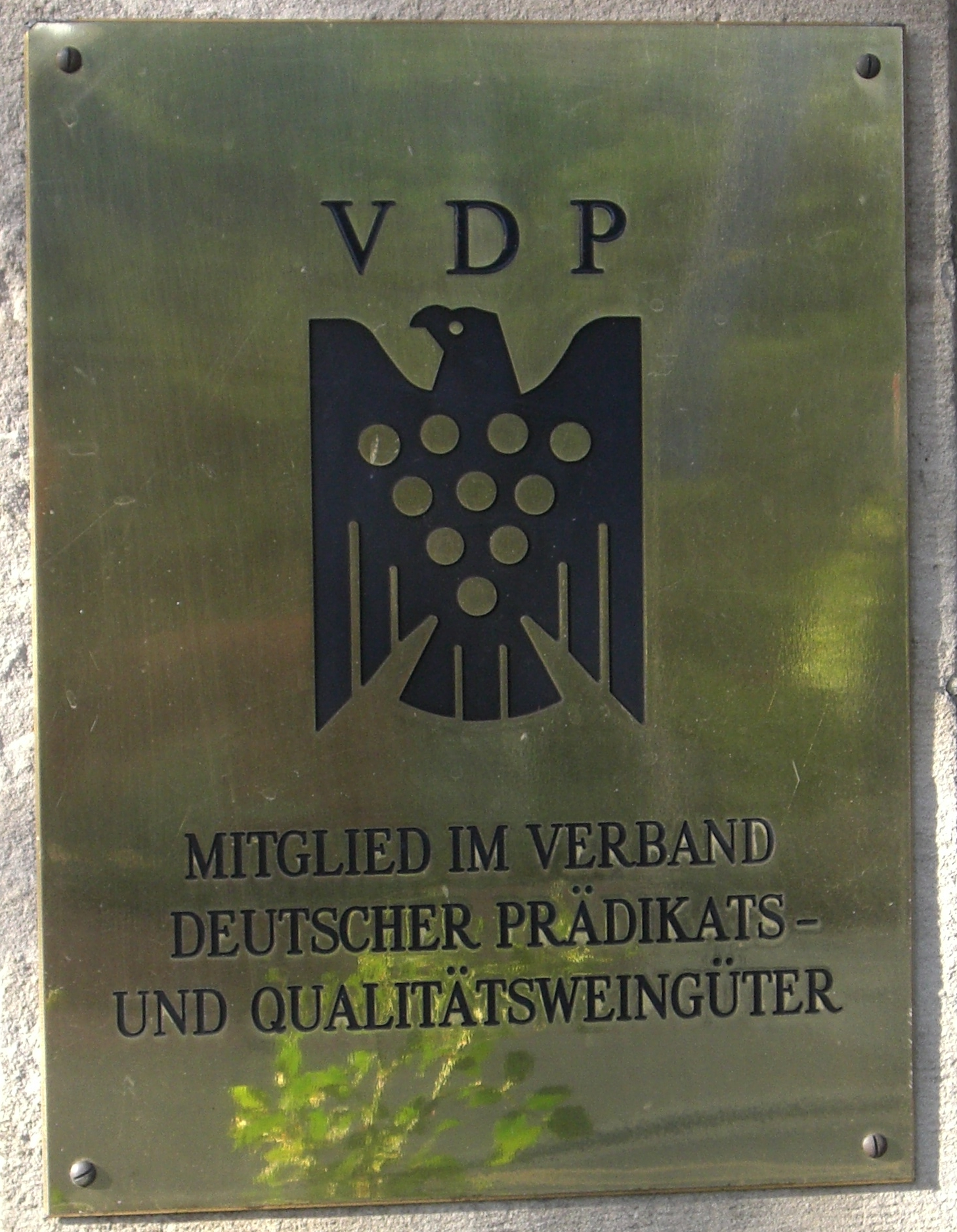
Panneau indiquant l'adhésion d'un producteur à l'Association VDP

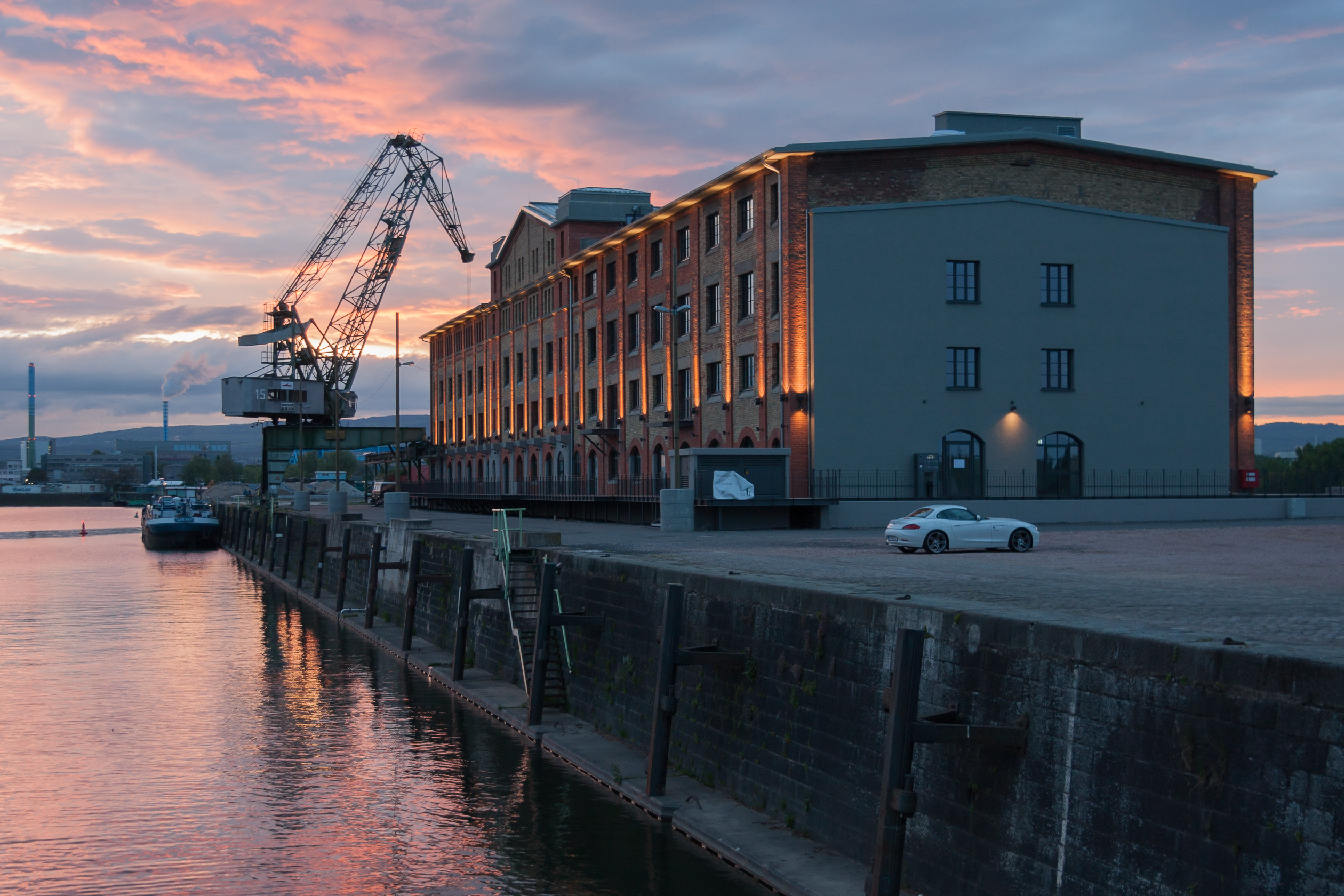
Le siège du VDP au port douanier et fluvial de Mayence

Le Verband Deutscher Prädikats- und Qualitätsweingüter (en allemand : Association allemande des domaines viticoles avec distinction et/ou appellation - abrégée en VDP) est une association d'environ 200 des meilleurs établissements vinicoles en Allemagne qui s'investit dans des normes de qualité obligatoires et également (depuis 1990) dans la gestion écologique des établissements vinicoles de ses membres.

## Établissements viticoles
Liste des membres de l'association  (en 2013) :
| Ahr: - Weingut Adeneuer - Deutzerhof - Weingut Kreuzberg - Weingut Meyer-Näkel - Weingut Nelles - Rotweingut Jean Stodden Baden: - Weingut Markgraf von Baden - Weingut Bercher - Weingut Blankenhorn - Staatsweingut Freiburg & Blankenhornsberg - Weingut Burg Ravensburg - Weingut Freiherr von und zu Franckenstein - Weingut Dr. Heger - Weingut Heitlinger - Weingut Reichsgraf und Marquis zu Hoensbroech - Weingut Bernhard Huber - Weingut Stadt Lahr - Weingut Andreas Laible - Weingut Lämmlin-Schindler - Weingut Schloss Neuweier - Weingut Burg Ravensburg - Weingut Salwey - Privat-Weingut H. Schlumberger - Weingut Stigler | Franken: - Weingut Johann Arnold - Weingut Wilhelm Arnold - Weingut Bickel-Stumpf - Bürgerspital zum Heiligen Geist - Fürstlich Castell'sches Domänenamt - Weingut Michael Fröhlich - Weingut Rudolf Fürst - Weingut Glaser-Himmelstoss - Staatlicher Hofkeller Würzburg - Weingut Höfler - Weingut Juliusspital - Weingut Stadt Klingenberg - Benedikt Baltes - Weingut A.F. Kreglinger - Weingut Fürst Löwenstein - Weingut Roth - Weingut Johann Ruck - Weingut Horst Sauer - Weingut Rainer Sauer - Weingut Egon Schäffer - Weingut Schmitt's Kinder - Weingut Richard Schmitt - Weingut Graf von Schönborn - Weingut Schwab - Weingut Zur Schwane - Weingut Schloss Sommerhausen - Weingut am Stein - Weingut Josef Störrlein - Weingut Wolfgang Weltner - Weingut Hans Wirsching - Weingut Zehnthof | Hessische Bergstraße: - Hessische Staatsweingüter Kloster Eberbach Mittelrhein: - Weingut Bastian - Weingut Toni Jost – Hahnenhof - Weingut Lanius-Knab - Weingut Helmut Mades - Weingut Matthias Müller - Weingut Ratzenberger |
| Mosel, autrefois Mosel-Saar-Ruwer - Weingut Clemens Busch - Weingut Joh. Jos. Christoffel Erben - Weingut Dr. Fischer - Weingut Le Gallais - Weingut Forstmeister Geltz-Zilliken - Weingut Grans-Fassian - Weingut Fritz Haag - Weingut Willi Haag - Weingut Reinhold Haart - Weingut Herrenberg - Weingut Heymann-Löwenstein - Weingut von Hövel - Weingut Karthäuserhof - Weingut Reichsgraf von Kesselstatt - Weingut Peter Lauer - Weingut Schloss Lieser - Weingut Dr. Loosen - Weingut Egon Müller Scharzhofberg - Weingut von Othegraven - Weingut Piedmont - Weingut Joh. Jos. Prüm - Weingut S.A. Prüm - Weingut Schloss Saarstein - Weingut Willi Schäfer - Weingut Studert-Prüm - Weingut Erben Thanisch - Weingut Sankt Urbans-Hof - Weingut Vereinigte Hospitien - Weingut van Volxem - Weingut Dr. Heinz Wagner - Weingüter Geheimrat J. Wegeler - Weingut Dr. F. Weins-Prüm - Weingut Milz-Laurentiushof Nahe: - Weingut Dr. Crusius - Weingut Schlossgut Diel - Weingut Dönnhoff - Weingut Emrich-Schönleber - Weingut Kruger-Rumpf - Gut Hermannsberg - Prinz zu Salm-Dalberg´sches Weingut - Weingut Schäfer-Fröhlich - Weingut Tesch | Rheingau: - Weingut Fritz Allendorf - Wein- und Sektgut Barth - Weingut C. Belz - Weingut Jakob Jung - Diefenhardt'sches Weingut - Hessische Staatsweingüter Kloster Eberbach - Weingut Erbslöh - Weingut August Eser - Weingut Bernhard Eser - Weingut Friedrich Fendel - Weingut in der Straßenmühle - Weingut Forschungsanstalt Geisenheim - Weingut Alexander Freimuth - Weingut Georg Müller Stiftung - Weingut Jakob Hamm - Weingut Prinz von Hessen - Weingut Hupfeld - Domaine Johannisberg - Weingut Johannishof - Weingut Jakob Jung - Weingut Graf von Kanitz - Weingut August Kesseler - Weingut Baron Knyphausen - Weingut Robert König - Weingut Peter Jakob Kühn - Weingut Künstler - Weingut Lorenz H. Kunz - Weingut Hans Lang - Weingut Josef Leitz - Weingut Fürst Löwenstein - Weingut G.H. von Mumm - Weingut Dr. Heinrich Nägler - Weingut Detlev Ritter und Edler von Oetinger - Weingut Prinz - Weingut Querbach - Weingut Balthasar Ress - Weingut Graf von Schönborn - Weingut F.B. Schönleber - Weingut Freiherrlich Langwerth von Simmern’sches Rentamt - Weingut Joseph Spreitzer - Weingut Schloss Vollrads - Weingüter Geheimrat J. Wegeler - Weingut Robert Weil - Domdechant Werner'sches Weingut | Rheinhessen: - Weingut St. Antony - Weingut Battenfeld Spanier - Weingut Brüder Dr. Becker - Weingut K. F. Groebe - Weingut Gunderloch - Weingut Gutzler - Weingut Keller - Weingut Kühling Gillot - Weingut J. Neus - Weingut Rappenhof - Sekthaus Raumland - Domaine du Land de Rhénanie-Palatinat (Oppenheim) - Weingut Villa Sachsen - Weingut Wagner-Stempel - Schloss Westerhaus - Weingut Winter - Weingut Wittmann |
| Pfalz: - Weingut Acham-Magin - Weingut Geheimer Rat Dr. von Bassermann-Jordan - Weingut Friedrich Becker - Weingut Bergdolt - Weingut Bernhart - Weingut Josef Biffar - Weingut Dr. Bürklin-Wolf - Weingut Reichsrat von Buhl - Weingut A. Christmann - Weingut von Winning - Weingut Fitz-Ritter - Weingut Georg Mosbacher - Weingut Henninger IV - Weingut Knipser - Weingut Koehler-Ruprecht - Weingut Kranz - Weingut Herbert Meßmer - Weingut Theo Minges - Weingut Müller-Catoir - Weingut Münzberg - Weingut Mugler - Weingut Pfeffingen - Weingut Philipp Kuhn - Weingut Ökonomierat Rebholz - Weingut Karl Schaefer - Weingut Georg Siben Erben - Weingut Siegrist - Weingüter Geheimrat J. Wegeler - Weingut Dr. Wehrheim | Saale-Unstrut: - Weingut Lützkendorf - Weingut Pawis Sachsen: - Château de Proschwitz - Weingut Zimmerling Württemberg: - Weingut Gerhard Aldinger - Graf von Bentzel-Sturmfeder Horneck'sches Weingut - Weingut Beurer - Weingut Ernst Dautel - Weingut Drautz-Able - Weingut Jürgen Ellwanger - Weingut Graf Adelmann - Weingut Karl Haidle - Weingut Heid - Weingut Schlossgut Hohenbeilstein - Weingut Fürst zu Hohenlohe-Öhringen - Weingut Kistenmacher-Hengerer - Weingut des Grafen Neipperg - Weingut Rainer Schnaitmann - Weingut R. Wachtstetter - Domaine du Land de Wurtemberg (Weinsberg) - Weingut Herzog von Württemberg - Weingut Wöhrwag | |